# Francisco de Mello
Francisco de Mello  (* 1490 in Lissabon; † 27. April 1536 in Évora) war ein portugiesischer Mathematiker, Theologe und Lehrer.

## Leben
De Mello war adliger Abstammung und wurde vom portugiesischen König Manuel I. protegiert. Er studierte (finanziert vom König) 1512 bis 1521 in Paris Theologie und Mathematik, wobei er von dem Arzt Pierre Brissot (1478–1522) in das Studium der Werke von Euklid und Archimedes eingeführt wurde. Er war in Paris auch ein Schüler von Gaspar Lax. Er erwarb das Bakkalaureat und den Magister Artium in Theologie sowie das Lizenziat in Theologie.
In Portugal war er Erzieher der Kinder des Königs und wahrscheinlich auch mit Fragen der Navigation und Kartographie beschäftigt, die für die Seefahrernation Portugal damals von großer Bedeutung waren. Er war an der Konferenz von Badajoz beteiligt, die 1524 strittige Fragen über die vom Papst sanktionierte Aufteilung der Welt zwischen Spanien und Portugal klären sollte (Junta de Badajoz-Elvas). Möglicherweise war er vier Jahre lang auch Rektor der Universität von Lissabon. Kurz vor seinem Tod wurde er Bischof von Goa, reiste aber nie dorthin. Er hatte einen Ruf als bedeutender Wissenschaftler und in diesem Sinn widmete ihm auch der portugiesische Dramatiker Gil Vicente einige Verse.
Viele seiner Werke verbrannten beim 1755 beim großen Erdbeben von Lissabon, ein Kommentar zu Euklids Optik und zu Archimedes’ Hydrostatik sowie Elemente der Geometrie (eine Übersetzung eines Werks von Dschabir ibn Aflah (Geber Hispalensis)) sind von ihm erhalten. Er verkehrte in humanistischen Kreisen, übersetzte auch nicht-wissenschaftliche Werke aus dem Lateinischen und schrieb Nachrufgedichte.
2012 wurde eine Handschrift von De Mello aus dem Jahr 1521 im Stadtarchiv Stralsund entdeckt. Sie ist dem damaligen portugiesischen König Manuel I. gewidmet. Kurz vor dem Erdbeben von 1755 hat sie der Gouverneur von Schwedisch-Pommern, Axel Graf von Löwen, angekauft und so unbeabsichtigt vor dem Untergang gerettet. 2017 wurde sie auf einer Ausstellung in Lissabon einer breiten internationalen Öffentlichkeit gezeigt.

## Schriften
- De vivendi ratione atque oculorum forma, in: Euclidis perspectiva corollarium. (Kommentar über die Optik von Euklid)
- Archimedis de incidentibus in humidis (zur Hydrostatik von Archimedes mit Kommentar von de Mello)
- Elementa Geometrica ad Astronomiam necessaria